# Avanhard (oblast d'Odessa)
Avanhard (en ukrainien : Авангард, en russe : Авангард soit Avangard, en français « Avant-Garde ») est une commune urbaine de la banlieue Est d'Odessa, dans l'oblast d'Odessa, en Ukraine. Sa population s'élevait à 8 000 habitants en 2024.

## Géographie
Avanhard est située à la périphérie d'Odessa, à une dizaine de kilomètres à l'ouest du centre-ville.

## Histoire
Avanhard a le statut de commune urbaine depuis le 22 mai 1995. Comme la quinzaine de localités homonymes d'Ukraine, de Biélorussie et de Russie, son nom est hérité de la toponymie soviétique et évoque la notion marxiste-léniniste d' « avant-garde du prolétariat », autrement dit les travailleurs communistes.

## Population
Recensements (*) ou estimations de la population :
| 2001* | 2010  | 2011  | 2012  | 2013  | 2014  |
| ----- | ----- | ----- | ----- | ----- | ----- |
| 2 366 | 2 927 | 2 984 | 3 044 | 3 263 | 3 502 |

| 2015  | 2016  | 2017  | 2018  | 2019  | 2021  |
| ----- | ----- | ----- | ----- | ----- | ----- |
| 3 782 | 4 076 | 4 602 | 5 012 | 5 554 | 6 808 |

## Transports
Avanhard se trouve à 35 km au nord-est d'Ovidiopol par la route.